# Ключи (Чебаркульский район)
Ключи́ — посёлок в Чебаркульском районе Челябинской области. Входит в Бишкильское сельское поселение.

## География
Посёлок расположен на берегу реки Бишкиль. Расстояние до центра сельского поселения, посёлка Бишкиль 4 км, до районного центра, Чебаркуля 37 км.

## Население
| 2002 | 2010 |
| ---- | ---- |
| 506  | ↘470 |

По данным Всероссийской переписи, в 2010 году численность населения посёлка составляла 470 человек (241 мужчина и 229 женщин).
Проживают русские, башкиры.

## Улицы
Уличная сеть посёлка состоит из 2 улиц.